# Saurita thoracica
Saurita thoracica är en fjärilsart som beskrevs av Klages 1906. Saurita thoracica ingår i släktet Saurita och familjen björnspinnare. Inga underarter finns listade.